# بروکساید (دلاویر)
بروکساید (به انگلیسی: Brookside) یک منطقهٔ مسکونی در ایالات متحده آمریکا است که در شهرستان نیوکاسل، دلاویر واقع شده‌است. بروکساید ۱۰٫۱ کیلومتر مربع مساحت و ۱۴٬۳۵۳ نفر جمعیت دارد و ۲۳ متر بالاتر از سطح دریا واقع شده‌است.